# Michael Mifsud
Michael Mifsud, född 17 april 1981 i Pietà, Malta, är en maltesisk fotbollsspelare (anfallare) som spelar för Birkirkara.
Han spelar för Maltas landslag i fotboll och har tidigare spelat för bland andra Sliema Wanderers, Kaiserslautern och Lillestrøm. År 2001 och 2003 fick han pris som Maltese Sports Person of the Year.

## Karriär
Mifsud började spela fotboll i Sliema Wanderers, där han gjorde sin debut i A-laget säsongen 1997–1998. Han spelade 7 matcher och gjorde 1 mål under sin debutsäsong. Följande säsong spelade han regelbundet och gjorde 8 mål på 22 matcher, då slutade  Sliema på en tredje plats i ligan. Två framgångsrika säsonger följde, med 21 mål på 26 matcher under perioden 1999–2000 och 30 mål på bara 25 matcher följande säsong.
Hans form gjorde att han blev kallad till landslaget för första gången och det gjorde att Bundesliga-klubben Kaiserslautern såg hans potential och värvade honom sommaren 2001. Under sin tid i Kaiserslautern spelade Mifsud 21 ligamatcher och gjorde 2 mål.
Hans önskan om regelbunden speltid i A-laget kunde inte infrias och han släpptes av klubben under vintern 2004. Kort efter det började han i Sliema Wanderers igen, där han hjälpte klubben med att försvara ligatiteln genom att bland annat göra åtta mål på tolv matcher. Samma sommar blev han köpt av Lillestrøm, där han vann pris som bästa utländska spelaren i ligan. Han var klubbens bästa målskytt säsongen 2006 med sina 11 mål på de 19 matcher han spelade.
Den 5 november 2006, sista speldagen av Tippeligaen, deklarerade han att han ville byta klubb till en av topplagen i Europa. Sommaren innan hade Lillestrøm tackat nej till ett bud på Mifsud från engelska klubben Coventry City. 
Den 10 januari 2007 skrev Mifsud på ett kontrakt som sträckte sig två och ett halvt år med Coventry som spelade i The Championship i England. Mifsud gjorde debut för sitt nya lag den 13 januari 2007 i en hemmamatch mot Crystal Palace. Han fortsatte att imponera där och gjorde även mål mot Plymouth Argyle, Barnsley, Burnley och Sheffield Wednesday.
I tredje omgången av Ligacupen 2007/2008 gjorde Mifsud båda målen när Coventry skrällde och slog ut de regerande Premier League-mästarna Manchester United på Old Trafford. 5 januari 2008 gjorde Mifsud två mål när Coventry slog ut Blackburn Rovers ur FA-cupen och blev för sin insats utnämnd till tredje omgångens bästa spelare av besökare på FA:s hemsida.
Den 23 april 2008 kom Mifsud tvåa i omröstningen av "Årets spelare" i Coventry som fansen röstade fram. Jay Tabb vann överlägset med 84% av rösterna och Mifsud fick de flesta av de resterande 16%.
Den 23 juli 2008 accepterade Coventry ett ej offentliggjort bud från Bristol City. Den 29 juli meddelade Bristol City att de efter förhandlingar inte skulle gå vidare med sitt försök att värva Mifsud. Sista säsongen hos Coventry blev även hans sämsta målmässigt då han ofta placerades ute på kanten och när hans kontrakt gick ut den 30 juni 2009 valde Coventry att inte förlänga.
Mifsud återvände sedan till Malta och Valletta i mars 2010 där han i ligan gjorde sju mål på sju matcher. Om man även räknar in cuper så gjorde han imponerande 13 mål på 12 matcher.